# زياد كاج
زياد كاج هو كاتبٌ لبناني، ركَز في كتاباته على بيروت وهي المدينة التي وُلد وترعرع فيها، وعلى الناحية الاجتماعية والثقافية في لبنان ككل. بدأ نشر مؤلفاته في عام 2003. يعملُ حاليًا في مكتبة يافث التذكارية في الجامعة الأمريكية في بيروت. كان زياد مُصابًا باضطراب ثنائي القطب ولكنه تعلَّم التعايش معه فيما بعد.
وُلد زياد في 28 أبريل 1964 في بيروت، لأب مُسلم سُني بيروتي ولأم أرثوذكسية، وهو مُتزوج وأب لولدين.

## مؤلفاته
يُعبر زياد كاتبًا روائيًا، ومن مؤلفاته:
- «خلف السور: 40 سنة عمل في الجامعة الأميركية في بيروت»، سردية، 2025 (ردمك 9789953063782).
- «كما يرانا جنجر: قصص قصيرة ... وكلمات »، سلسلة قصص قصيرة، 2024
- «بناية تي. ڤي. تاكسي: الصنوبرة، رأس بيروت (سيرة مكان)»، رواية، 2023 (ردمك 9789953419275).[6]
- «مونداي مورنينغ»، رواية تؤرخ لمجلة لبنانية، 2022.[7] (ردمك 9789953419947)
- «أمر فظيع يحصل»، رواية واقعية، 2020.[8] (ردمك 9789953049939)
- «سحلب»، رواية، 2018.[9] (ردمك 9789953044576)
- «محمود المكاري يتذكر: حلونجي بيروت، قصة الكلاج اللبناني»، سيرة ذاتية، 2017.
- «رأس بيروت: صندوق في بحر، نار على تلة»، رواية، 2015. (ردمك 9789953030586)
- «ليالي دير القمر: حرب الجبل 1983 وحرب البشيرين 1860»، رواية، 2014.
- «الحياة كما قدمت لهم: حي المطلّقات نموذجا»، 2011.
- «أولاد الناطور السابق»، رواية، 2008.
- «أحبك أميركا، أنا لا أحبك»، شعر، 2006.
- "كان عليك أن تقلب السلم"، شعر، 2003.